# Таскино (Каратузский район)
Таскино — село в Каратузском районе Красноярского края, административный центр Таскинского сельсовета и единственный населённый пункт в его составе. Площадь территории составляет 11 409 га.

## Связь с районным центром
Расположено в 23 км от райцентра, связь осуществляется по автомобильной дороге. Ближайшие железнодорожные станции — Туба и Курагино.

## История

### XIX век
Деревня Таскино была основана в 1870-х годах старообрядцами. По словам старожилов, название населённого пункта произошло от фамилии первого жителя деревни Таскина, пришедшего в Сибирь вместе с казаками в середине XIX в. Одним из потомков Таскина была основана заимка, которая и положила начало селу. Первое письменное упоминание о Таскино содержится в метрической книге Тесинской церкви и относится к марту 1873 г.
Населённый пункт заселялся переселенцами из Саратовской, Рязанской, Смоленской, Тульской губерний. Село входило в состав в Сагайской волости Минусинского округа. На 1893 год в Таскино насчитывалось 129 дворов, 148 хозяйств, 773 жителя. 1 658 десятин пахотной земли принадлежало сельской общине.
Село относилось к Кочергинскому Вознесенскому приходу Русской православной церкви, в начале XX века здесь функционировала старообрядческая часовня. В 1915 год в Таскино была открыта школа в один класс.

### Начало XX века
В 1918 году в Таскино сформировался отряд красной гвардии, принимавший участие в подавлении мятежа есаула Сотникова. В 1919 году был организован Таскинский сельский Совет рабочих, крестьянских и солдатских депутатов, в 1920 году — сельское потребительское общество.

### Советская эпоха

#### Сталинские годы
По данным Каратузского краеведческого музея, в 1930 году в Таскино были раскулачены и осуждены 37 человек. В этот период в населённом пункте был организован колхоз «Красный сибиряк». Первоначально посевная площадь составляла 1 200 га, урожайность достигала от 7 до 19 центнеров с гектара. В 1935 году колхоз был переименован в колхоз имени Кирова. В скорости после этого в селе были построены животноводческие фермы: птичник, конеферма, крольчатник, а также лисятник (предприятие по разведению черно-бурых лис). В 1940-е годы основными продуктами, производимыми в колхозе, были конопляное масло и брынза из овечьего молока.

#### 1960-е-1970-е годы
В 1962 году в селе был проведён водопровод. В 1974 году была построена восьмилетняя школа, год спустя ставшая средней.

### Настоящие время
Село живет обычной жизнью, жители занимаются сельским хозяйством, предпринимательством, работают в учреждениях бюджетной сферы.

## Образование
В Таскино функционируют общеобразовательная средняя школа и детский сад «Малышок».

## Медицина
В селе функционирует ФАП.

## Культура
В селе функционируют дом культуры и библиотека. В 1984 году была открыта картинная галерея, в которой собраны портреты жителей села.

## Связь
В Таскине имеются почтовое отделение и узел связи.

## Предприятия
Градообразующим предприятием села является агрохолдинг «Кирова», где работают большинство его жителей.

## Население
| 1926 | 2010 | 2012 | 2013 | 2014 | 2015 | 2016 |
| ---- | ---- | ---- | ---- | ---- | ---- | ---- |
| 1722 | ↘690 | ↗710 | ↗725 | ↘697 | ↘695 | ↘683 |
| 2017 |      |      |      |      |      |      |
| ↗696 |      |      |      |      |      |      |